# Partia Centrum (Finlandia)
Partia Centrum (fiń. Suomen Keskusta, skr. Kesk., szw. Centern i Finland), fińska partia polityczna.
Partia Centrum jest centrową partią agrarystyczną. Jest jedną z trzech największych partii politycznych w kraju, wraz z Partią Socjaldemokratyczną (SDP) oraz Partią Koalicji Narodowej. Aktualnie Partia Centrum posiada 31 z 200 mandatów w fińskim parlamencie.
Partia jest członkiem Międzynarodówki Liberalnej oraz Porozumienia Liberałów i Demokratów na rzecz Europy oraz sygnatariuszem liberalnych manifestów tych organizacji. Jej członkowie w Parlamencie Europejskim zasiadają we frakcji liberałów (ALDE). Pierwotnie Partia Centrum uzyskała status obserwatora w Międzynarodówce Liberalnej w 1983 roku po tym, jak Liberalna Partia Ludowa weszła w sojusz z Partią Centrum w 1982 roku. W roku 1986 Liberalna Partia Ludowa zrezygnowała z sojuszu z Partią Centrum, mimo wszystko Partia Centrum wystąpiła o przyjęcie jej do Międzynarodówki Liberalnej i w roku 1988 została przyjęta jako pełnoprawny członek tej organizacji.
Mimo to można kwestionować fakt przynależności Partii Centrum do partii liberalnych w palecie fińskich partii politycznych, ponieważ jej poglądy w wielu kwestiach są konserwatywne, zwłaszcza w wykonaniu polityków starszej generacji. Większość polityków partii, wywodzącej się ze starej Partii Ludowej, opowiada się za Wspólną Polityką Rolną w ramach Unii Europejskiej. Fiński aforyzm mówi że: „istnieje taka rzecz jak skrajne centrum”. Rzecznicy tej idei twierdzą, że partia może ewoluować do rangi partii liberalnej, największym jednak rzecznikiem idei liberalnych w fińskim parlamencie jest nadal Partia Szwedów (SFP), jakkolwiek konserwatywna Partia Centrum gości także w swoich szeregach zwolenników wolnego rynku.
Partia Centrum została założona w 1908 roku przez Santeri Alkio, pod nazwą Partii Ludowej lub Maalaisliitto. Obecnie rolnicy tylko w małym stopniu, bo w ok. 10%, głosują na Partię Centrum. Partia Centrum otrzymuje największe poparcie od grup zawodowych. Jednakże nawet obecnie rolnicza Finlandia oraz małe miasteczka są najmocniejszym elektoratem Partii Centrum. Partia Centrum mierzy także w kierunku zdobycia elektoratu w miastach południowych Finlandii.
Mimo że partia posiada ideologiczne podłoże w XIX-wiecznym ruchu ugrupowania fennoman, partia jest raczej bezpośrednią kontynuacją Stanu Chłopskiego z sejmów sprzed 1906 roku.
19 kwietnia 2015 roku partia ta wygrała w Finlandii wybory parlamentarne z wynikiem 21,1% głosów, czyli z przewagą 2,9% głosów nad ich głównym przeciwnikiem, czyli wcześniej urzędującą Partią Koalicji Narodowej.

## Linki zewnętrzne

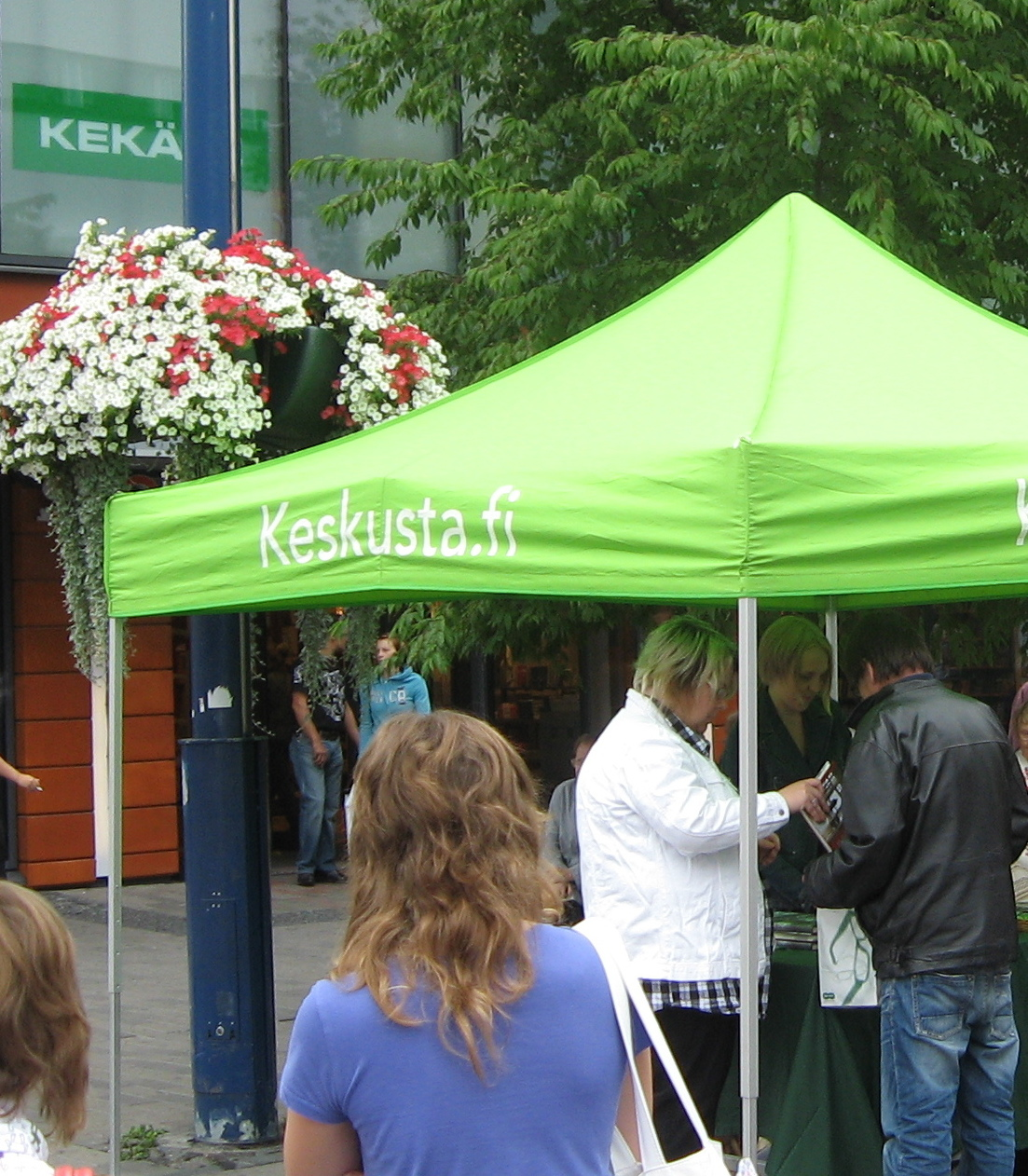